# Maria Larsson (fotograf)
Maria Larsson, född 5 december 1876 i Kedums församling, död 24 november 1930 i Mölndal, var en svensk fotograf som hade vunnit sin kamera på lotteri år 1900.

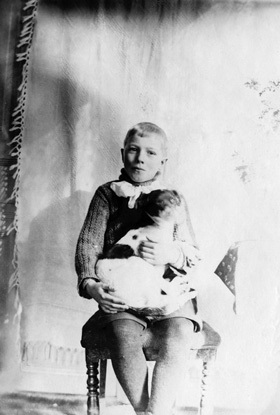
Ville med hunden

Hon gifte sig 4 juni 1900 med Oskar Leonard Sigfrid Larsson, född 5 november 1877. Larsson var en fattig arbetarhustru och mor till sju barn, födda 1901–1916.

## Bok och film
1986 upptäckte Agneta Ulfsäter-Troell Maria Larssons fotoalbum med flera hundra bilder i en byrålåda hemma hos Larssons dotter Maja Öman och skrev om Maria Larsson i boken Att människan levde: Maria Larssons eviga ögonblick som senare utgjorde underlag till Jan Troells film Maria Larssons eviga ögonblick. Larssons bilder visades i fotoutställning 2008 på Galleri Format i Malmö. En text av henne är skriven om döden i havet, vilken publicerades i Expressen år 2008.